# مصر اليوم (مجلة)
مصر اليوم (بالإنجليزية: Egypt Today)‏ هي مجلة تصدر باللغة الإنجليزية في مصر. صدرت مصر اليوم لأول مرة في العام 1979. تهتم بعرض الأحداث الجارية والأحوال المصرية. وتعتبر مصر اليوم رائدة في مجلة الشؤون الجارية في مصر والشرق الأوسط. تجد ايضآ في مصر اليوم اخبار العالم العربي واخبار التكنولوجيا والرياضة والفن في مصر والعالم العربي